# Boeing Crew Flight Test
Boeing Crew Flight Test (często skracane do Boe CFT) – pierwsza załogowa misja statku kosmicznego Boeing Starliner w ramach amerykańskiego programu NASA Commercial Crew Program. Jest to także trzeci lot orbitalny statku Starliner po dwóch ostatnich bezzałogowych lotach kosmicznych wykonanych w ramach misji Boeing Orbital Flight Test i Boeing Orbital Flight Test 2 w 2019 i 2022 roku. Misja miała trwać osiem dni i zakończyć się lądowaniem na poligonie White Sands Missile Range 14 czerwca 2024 roku, jednak podczas dokowania Starlinera do Międzynarodowej Stacji Kosmicznej doszło do awarii silników należących do systemu kontroli reakcji oraz kilku wycieków helu, a NASA zdecydowała się nie przedłużyć misji, dopóki wszystkie problemy nie zostaną rozwiązane. Po ponad dwóch miesiącach śledztwa NASA zdecydowała, że powrót astronautów na pokładzie Starlinera jest zbyt ryzykowny. Zamiast tego, statek kosmiczny Starliner powrócił na Ziemię bezzałogowo, a astronauci misji wrócą na Ziemię na pokładzie statku kosmicznego Crew Dragon należącego do misji SpaceX Crew-9 w lutym 2025 roku.
Starliner został połączony z rakietą Atlas V w dniu 16 kwietnia 2024 roku w ramach przygotowań do startu. Lot został zaplanowany na 7 maja 2024 roku, ale został przerwany na około dwie godziny przed startem z powodu problemu z zaworem tlenu zamontowanego w rakiecie Atlas V. Druga próba startu miała miejsce 1 czerwca, ale została przerwana na 3 minuty i 50 sekund przed startem. Trzecia próba startu odbyła się 5 czerwca o godzinie 14:52 czasu UTC i zakończyła się sukcesem.

## Kapsuła
Boeing Crew Flight Test był drugą misją kapsuły statku Starliner o nazwie Calypso, która została po raz pierwszy użyta podczas pierwszej misji Boeing Orbital Flight Test. NASA ogłosiła, że Boeing po wielokrotnych kontrolach jest gotowy do ponownego wykorzystania statku Starliner do misji Boeing Crew Flight Test w sierpniu 2020 roku. NASA poinformowała również, że do kapsuły Calypso zostały zamontowane nowe spadochrony i poduszki powietrzne. Został zmieniony także system dokowania statku Starliner tak, aby móc zmieścić nową osłonę termiczną, której pierwszy lot testowy odbył się w ramach misji Boeing Orbital Flight Test 2.

## Załoga
Astronautka Nicole Aunapu Mann początkowo została przydzielona do tej misji, co uczyniłoby ją pierwszą kobietą, która poleciała w pierwszym locie załogowym orbitalnego statku kosmicznego, ale później została przeniesiona do misji SpaceX Crew-5, lecąc jako pierwsza dowódczyni w programie Commercial Crew Program. W sierpniu 2018 roku astronauta Eric Boe został przydzielony do roli pilota w misji Boeing Crewed Flight Test, jednak ze względów zdrowotnych w dniu 22 stycznia 2019 roku zastąpił go Edward Fincke. Astronauta Boeinga Chris Ferguson został przydzielony do lotu jako dowódca, ale 7 października 2020 roku zastąpił go astronauta NASA Barry Wilmore.
W dniu 18 kwietnia 2022 roku NASA poinformowała, że nie określiła jeszcze, kto z astronautów przypisanych do lotów Starlinera, w tym Barry Wilmore, Edward Fincke i Sunita Williams poleci podczas tej misji lub podczas pierwszej operacyjnej misji Starliner-1. 16 czerwca 2022 roku NASA potwierdziła, że misja Boeing Crewed Flight Test będzie dwuosobowym lotem testowym, w którym uczestniczyli Barry Wilmore i Sunita Williams, a Edward Fincke został pilotem misji Starliner-1. Sunita Williams została pierwszą kobietą, która wzięła udział w pierwszym orbitalnym locie załogowym statku kosmicznego.
| Pozycja | Astronauta załogi startowej                | Astronauta załogi lądowania |
| ------- | ------------------------------------------ | --------------------------- |
| Dowódca | Barry Wilmore, NASA Trzeci lot kosmiczny   | Brak                        |
| Pilot   | Sunita Williams, NASA Trzeci lot kosmiczny | Brak                        |

| Pozycja | Astronauta          |
| ------- | ------------------- |
| Dowódca | Edward Fincke, NASA |

## Opóźnienia
Pierwotnie planowano, że pierwszy załogowy lot testowy odbędzie się w 2017 roku. Jednak opóźnienia spowodowały, że start misji Boeing Crewed Flight Test miał się odbyć nie wcześniej niż 21 lipca 2023 roku, jednak już w sierpniu 2023 roku Boeing ogłosił, ze względów na problemy z systemem spadochronu cała misja zostanie ponownie przełożona, a jej start odbędzie się nie wcześniej niż w marcu 2024 roku. Finalnie misję zaplanowano na 7 maja 2024 roku, ale start został przerwany na dwie godziny przed startem. Ostatecznie misja wystartowała 5 czerwca o godzinie 14:52 UTC. W ramach misji przetransportowana zostanie dwójka astronautów NASA na pokład Międzynarodowej Stacji Kosmicznej na około tydzień.

## Przebieg misji
Był to trzeci start wariantu rakiety Atlas V N22, który wyniósł statek kosmiczny Starliner z dwuosobową załogą. Starliner zadokował do Międzynarodowej Stacji Kosmicznej 6 czerwca 2024, po czym powróci na Ziemię. Jest to pierwszy załogowy start zrealizowany przez rakietę Atlas V, a NASA aby móc zabezpieczyć się przed nieprzewidzianymi zdarzeniami związanymi z transportem załogi na Międzynarodową Stację Kosmiczną może wydłużyć czas dokowania misji Boeing Crewed Flight Test do maksymalnie sześciu miesięcy.

### Start misji
Boe CFT pomyślnie wystartował przy pomocy rakiety nośnej Atlas V podczas trzeciej próby startu, która odbyła się 5 czerwca o godzinie 14:52 UTC. Misja została wystrzelona z Kompleksu startowego 41 na Przylądku Canaveral, należącego do ULA na terenie Cape Canaveral Space Force Station. Boostery rakiety zasilane na paliwo stałe oddzieliły się od Atlasa V dokładnie 2 minuty i 20 sekund po starcie. Stopień główny rakiety Atlas V kontynuował swoją pracę do 4 minut i 28 sekund po starcie, po czym został odseparowany od drugiego stopnia Centaur, który pracował przez 7 minut i 24 sekund. Starliner oddzielił się od Centaura 15 minut po starcie.

### Lot i dokowanie

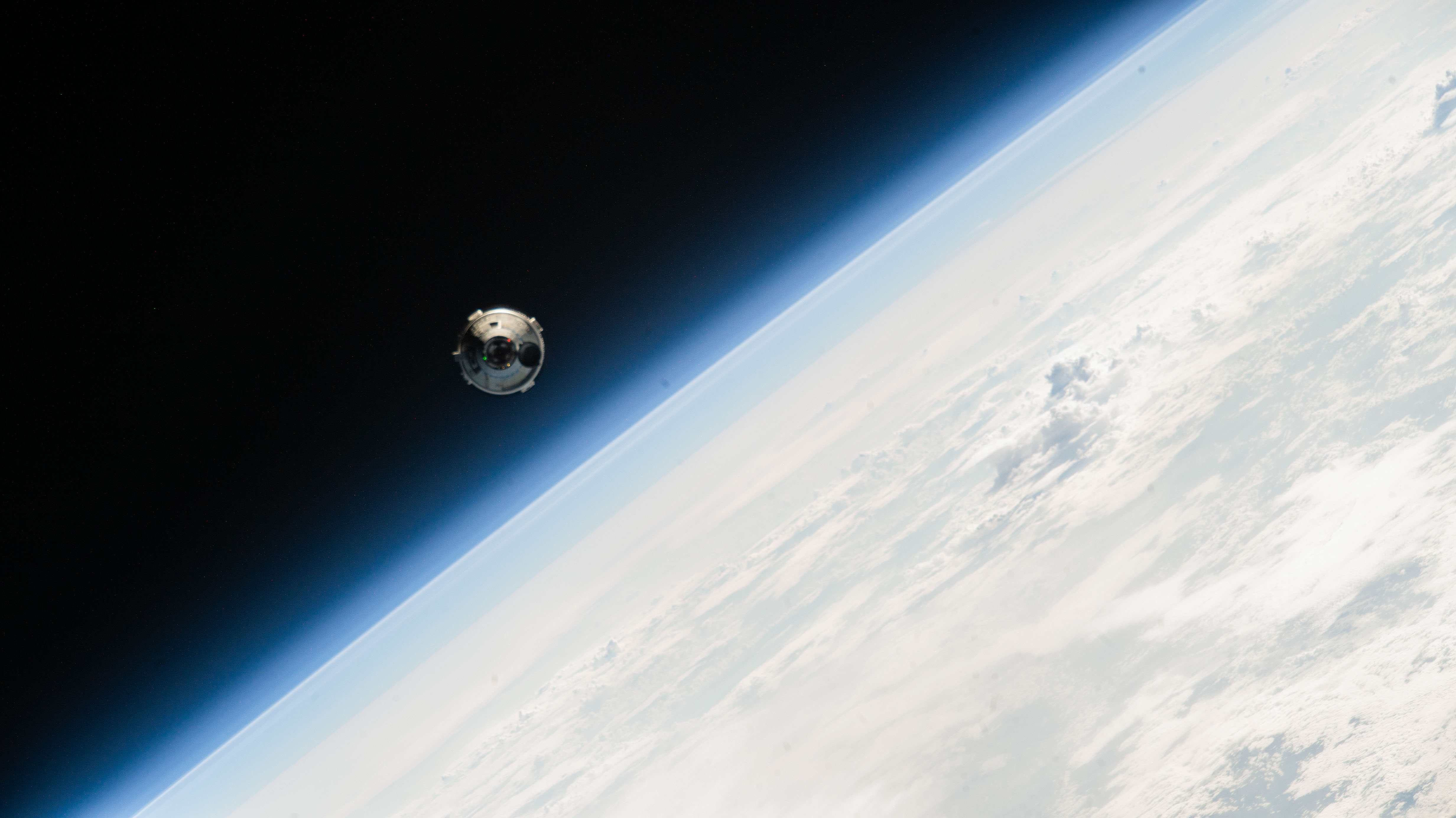
Starliner zbliżający się do Międzynarodowej Stacji Kosmicznej

W ciągu kilku godzin po wejściu na orbitę załoga wykonała szereg ręcznych manewrów, w tym skierowanie anteny w stronę satelitów komunikacyjnych TDRSS, czy skierowanie paneli słonecznych w stronę Słońca. Chociaż statek kosmiczny Starliner został zaprojektowany do autonomicznego działania, a działania te nie są wymagane w nominalnej misji, testy te wykazały, że załoga może z powodzeniem przejąć wiele funkcji statku kosmicznego w sytuacjach awaryjnych.
Pod koniec 5 czerwca kontrolerzy misji wykryli dwa wycieki helu w różnych częściach układu napędowego statku kosmicznego Starliner. W związku z wyciekami, kontrolerzy misji zdecydowali się na tymczasowe zamknięcie dwóch kolektorów helu, co spowodowało wyłączenie 6 z 28 pędników systemu sterowania reakcyjnego statku kosmicznego Starliner. Wycieki zostały opisane jako niewielkie, a statek kosmiczny nadal posiadał nadmiar helu, aby ukończyć misję, więc ostatecznie wydano zgodę na kontynuowanie misji i podejścia do manewru dokowania z Międzynarodową Stacją Kosmiczną. Kolejny wyciek, który był znacznie mniejszy niż pozostałe, został wykryty po dokowaniu.
Gdy statek kosmiczny Starliner zbliżał się do Międzynarodowej Stacji Kosmicznej, pięć silników systemu sterowania reakcyjnego zostało dezaktywowanych podczas lotu. Ostatecznie udało się przywrócić cztery z nich, wykonując na nich serię resetów, podczas których załoga ręcznie utrzymywała statek kosmiczny tuż poza 200-metrową strefą ochronną stacji. Po sprawdzeniu, że silniki systemu sterowania reakcyjnego działają normalnie, statek kosmiczny Starliner otrzymał pozwolenie na dokowanie do stacji.
Statek kosmiczny Starliner pomyślnie zadokował do modułu Harmony znajdującego się na pokładzie Międzynarodowej Stacji Kosmicznej 6 czerwca o godzinie 13:34 czasu wschodniego prawie 27 godzin po wystrzeleniu.

### Pobyt na Międzynarodowej Stacji Kosmicznej

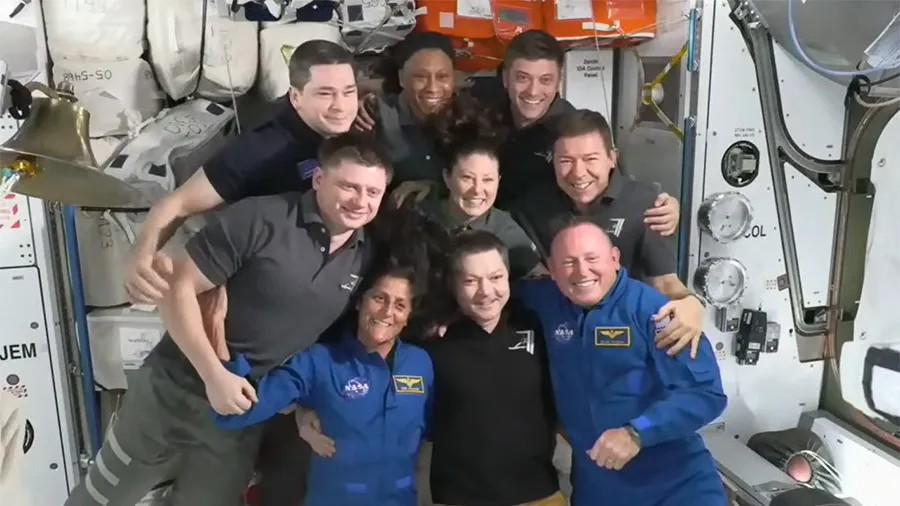
Siedmiu członków załogi Ekspedycji 71 wraz z dwoma członkami misji Boeing Crew Flight Test

7 czerwca astronauci misji Boeing Crew Flight Test spędzili swój pierwszy pełny dzień na pokładzie Międzynarodowej Stacji Kosmicznej, przenosząc ładunek z pokładu Starlinera. Pomagali im dwaj astronauci Michael Barratt i Matthew Dominick. Wśród rozpakowanych przedmiotów znalazła się nowa pompa do przetwarzania moczu na stacji w wodę pitną. Została ona dodana do ładunku użytecznego Starlinera, po tym jak stara pompa stacji uległa awarii 29 maja. Następnego dnia zainstalowano nową pompę.
8 czerwca załoga przetestowała zdolność statku kosmicznego Starliner do działania w przypadku sytuacji awaryjnej na Międzynarodowej Stacji Kosmicznej. Jest to wymóg dla każdego załogowego statku kosmicznego, który odwiedza Międzynarodową Stację Kosmiczną.
10 czerwca załoga misji Boeing Crew Flight Test rozpoczęła prace związane z ogólną konserwacją Międzynarodowej Stacji Kosmicznej oraz ogólnymi działaniami badawczymi. Dzień rozpoczęto od kontroli stanu zdrowia astronautów, mierząc ich temperaturę, ciśnienie krwi, puls i częstotliwość oddechów. Później Barry Wilmore pracował nad konserwacją komputera podłączonego do Microgravity Science Glovebox, podczas gdy Sunita Williams instalowała sprzęt wspomagający badanie kosmicznego pożaru. Uczestniczyli również w wielu wydarzeniach publicznych, podczas których rozmawiali z ludźmi na Ziemi. 11 czerwca astronauci spędzili czas na działaniach biomedycznych, a Barry Wilmore obsługiwał pokładowy system Human Research Facility, a Sunita Williams pracowała nad zbieraniem próbek mikroorganizmów i sekwencjonowania ich genów. Oboje wzięli również udział w wydarzeniu organizowanym przez Uniwersytet Technologiczny Tennessee. 12 czerwca Barry Wilmore sprawdził ładunek znajdujący się w module Harmony i pracował nad konserwacją pokładowej łazienki, podczas gdy Sunita Williams kontynuowała swoją pracę nad sekwencjonowaniem genów z poprzedniego dnia. 13 czerwca załoga Boeing Crew Flight Test pracowała nad wsparciem planowanego spaceru kosmicznego astronautów Matthew Dominicka i Tracy Caldwell Dyson; pomagali podczas procesu zakładania skafandra kosmicznego, a po późniejszym odwołaniu spaceru kosmicznego pomogli im wydostać się ze swoich skafandrów. Później tego samego dnia dokonali spisu osobistych materiałów eksploatacyjnych, których używali do tego momentu, i współpracowali z kontrolerami lotu, aby zaktualizować swoje tablety o procedury awaryjne.

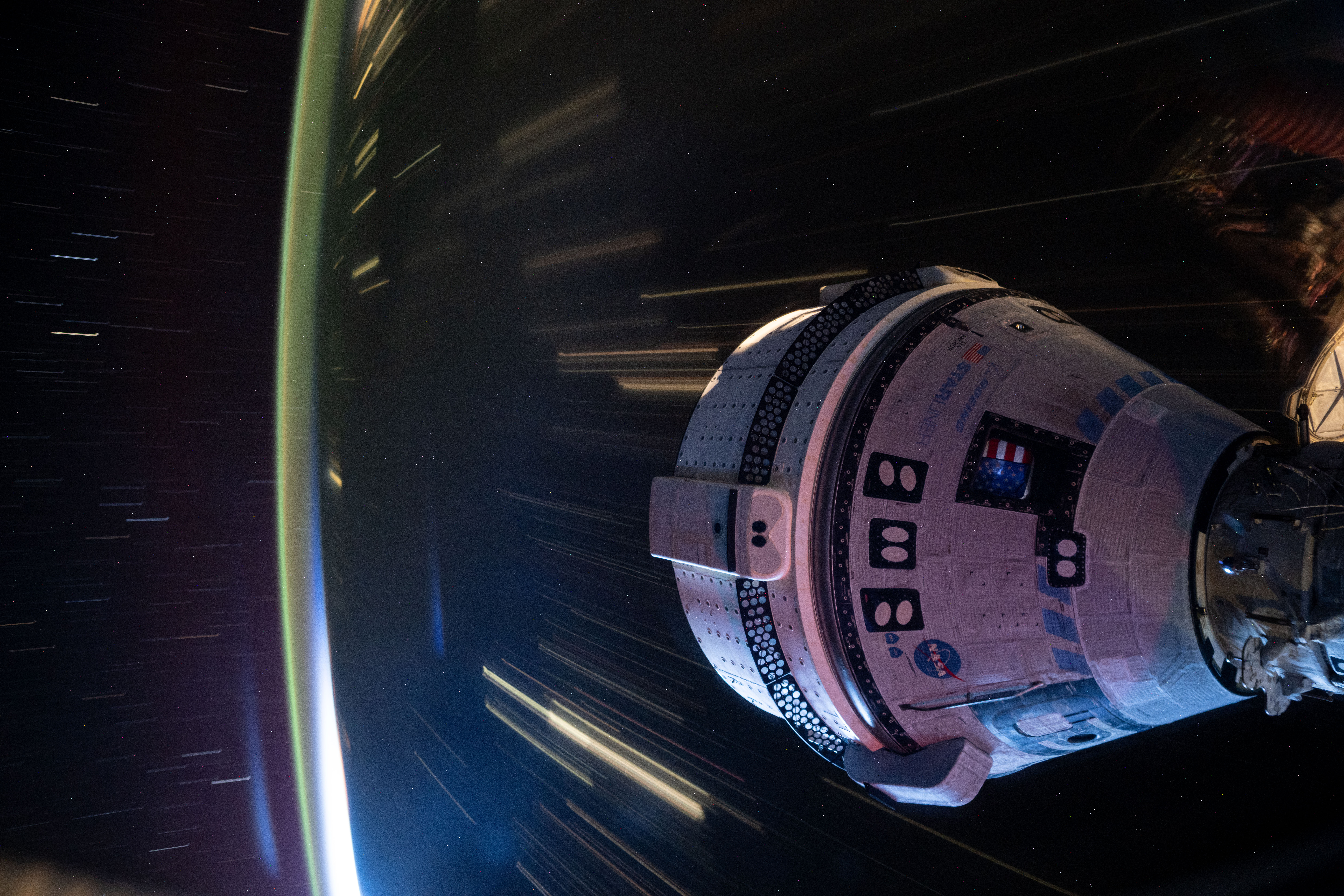
Starliner zadokowany do Międzynarodowej Stacji Kosmicznej podczas Boeing Crew Flight Test

14 czerwca, po przesunięciu daty odłączenia się od Międzynarodowej Stacji Kosmicznej na 22 czerwca, astronauci Boeing Crew Flight Test odbyli rozmowę telefoniczną z kierownikami misji Boeinga, aby omówić zakończenie misji, a następnie weszli do statku kosmicznego Starliner, aby przejrzeć możliwe procedury lotu. W weekend 15 i 16 czerwca wykonywali zadania związane z misją Boeing Crew Flight Test i pomagali załodze Międzynarodowej Stacji Kosmicznej. 17 czerwca Sunita Williams pracowała nad zadaniami konserwacyjnymi i przygotowała Advanced Plant Habitat do przyszłych eksperymentów, a 18 czerwca kontynuowała swoją pracę nad badaniem sekwencjonowania genów z poprzedniego tygodnia. Tymczasem Barry Wilmore spędził dwa dni pracując nad badaniem zachowania się cieczy w przestrzeni kosmicznej.
NASA poinformowała, że od czasu przybycia na Międzynarodową Stację Kosmiczną, Barry Wilmore i Sunita Williams mieli za zadanie wykonać połowę wszystkich praktycznych badań prowadzonych na pokładzie Międzynarodowej Stacji Kosmicznej, dając pozostałym astronautom więcej czasu na przygotowanie się do odłączenia bezzałogowego statku kosmicznego Cygnus NG-20 należącego do firmy Northrop Grumman.
Podczas gdy Starliner jest zadokowany do Międzynarodowej Stacji Kosmicznej, zespoły NASA i Boeinga kontynuują ocenę wydajności statku kosmicznego, zwłaszcza w odniesieniu do wycieków helu i problemów z silnikami systemu sterowania reakcyjnego, które wystąpiły na początku misji. Problemy te wielokrotnie opóźniały zakończenie misji, aby móc dać zespołom więcej czasu na przeanalizowanie statku, którego moduł serwisowy jest odłączany przed ponownym wejściem w atmosferę, a NASA wraz z Boeingiem nie będą miały kolejnej okazji do zebrania z niego danych. W aktualizacji z 10 czerwca 2024 roku NASA poinformowała o piątym wycieku helu w module serwisowym, a także o nowym problemie z zaworem utleniacza silnika należącego do systemu sterowania reakcyjnego statku. 15 czerwca Starliner został włączony w celu przetestowania silników systemu kontroli reakcji, podczas którego siedem z ośmiu silników działało nominalnie, w tym cztery z pięciu, które uległy awarii podczas dokowania. Jeden z silników, którego nie udało się naprawić, został uznany za bezużyteczny i nie będzie wykorzystywany przez pozostałą część misji. Test ten był również okazją dla inżynierów do pomiaru wycieków helu w Starlinerze i okazało się, że wszystkie pięć wycieków zostało zmniejszonych, a przyczyna wycieku helu pozostaje nieznana.
W lipcu wspólny zespół NASA oraz Boeinga rozpoczął przeprowadzanie testów naziemnych na poligonie White Sands Missile Range w Nowym Meksyku na silniku należącego do systemu sterowania reakcyjnego, który miał zostać wykorzystany w przyszłej misji statku Starliner. Wszystkie niezbędne testy i symulacje zostały zakończone do 18 lipca 2024 roku.

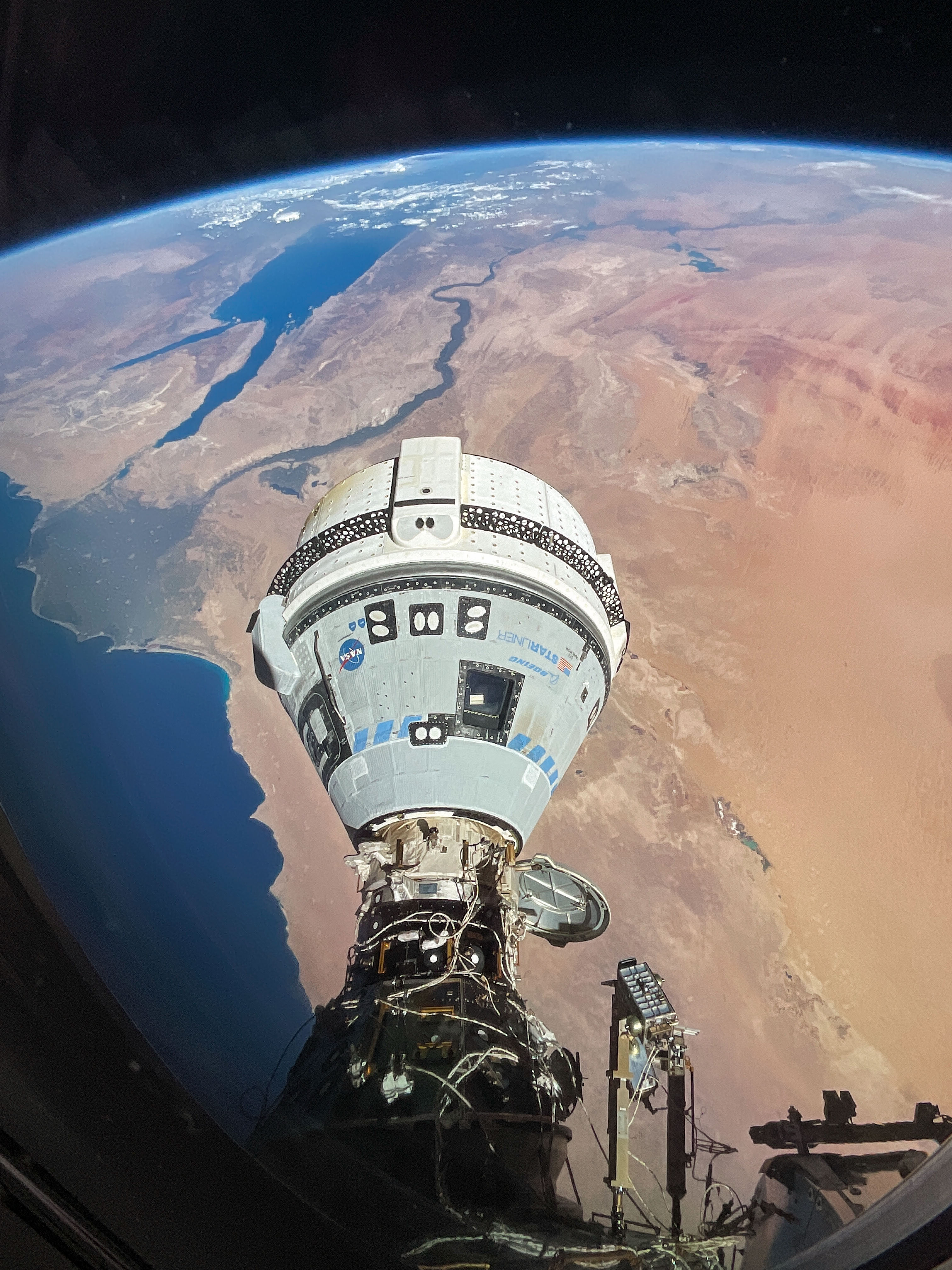
Starliner widziany ze statku kosmicznego Dragon Endeavour, należącego do misji SpaceX Crew-8

Podczas tych testów zespół był w stanie odtworzyć degradację ciągu, która spowodowała awarię silników z systemu kontroli reakcji. W momencie demontażu testowego silnika odkryto, że teflonowa uszczelka została zdeformowana. Wydaje się, że nagromadzenie ciepła spowodowało wybrzuszenie teflonowych uszczelek i ograniczenie przepływu paliwa do silnika systemu reakcji kontroli. Jednakże, gdy testy te zostały powtórzone na Starlinerze, przebywającym na Międzynarodowej Stacji Kosmicznej nie zaobserwowano tego samego problemu, a nawet silniki, które wcześniej straciły znaczny ciąg, działały normalnie, co sugeruje, że wybrzuszenie uszczelki może nie być główną przyczyną awarii. Utrzymująca się niepewność sprawiła, że wiele osób w NASA nie wyraża się pozytywnie o powrocie Barrego Wilmore i Sunity Williams na Ziemię na pokładzie statku kosmicznego Starliner. W przeciwieństwie do NASA, Boeing wyraził zaufanie do Starlinera i uważa, że powrót załogi powinien odbyć się na jego pokładzie.
W obliczu niepewności NASA opóźniła start misji SpaceX Crew-9, zaplanowanej pierwotnie na 18 sierpnia 2024 roku na 24 września. NASA chciałaby, aby Starliner został odłączony od Międzynarodowej Stacji Kosmicznej tuż przed startem Crew-9, dlatego też agencja rozważa również kilka scenariuszy powrotu, jeśli powrót Starlinera zostanie uznany za niebezpieczny. Rozważany jest wariant wystrzelenia misji Crew-9 z dwoma pustymi siedzeniami, które mogą zająć Barry Wilmore oraz Sunita Williams. NASA stwierdziła jednak, że podjęcie się takiego działania wiązałoby się z dodatkowym ryzykiem, ponieważ Starliner wymagałby aktualizacji oprogramowania, która mogłaby umożliwić mu bezzałogowy lot.

### Bezzałogowy powrót na Ziemię

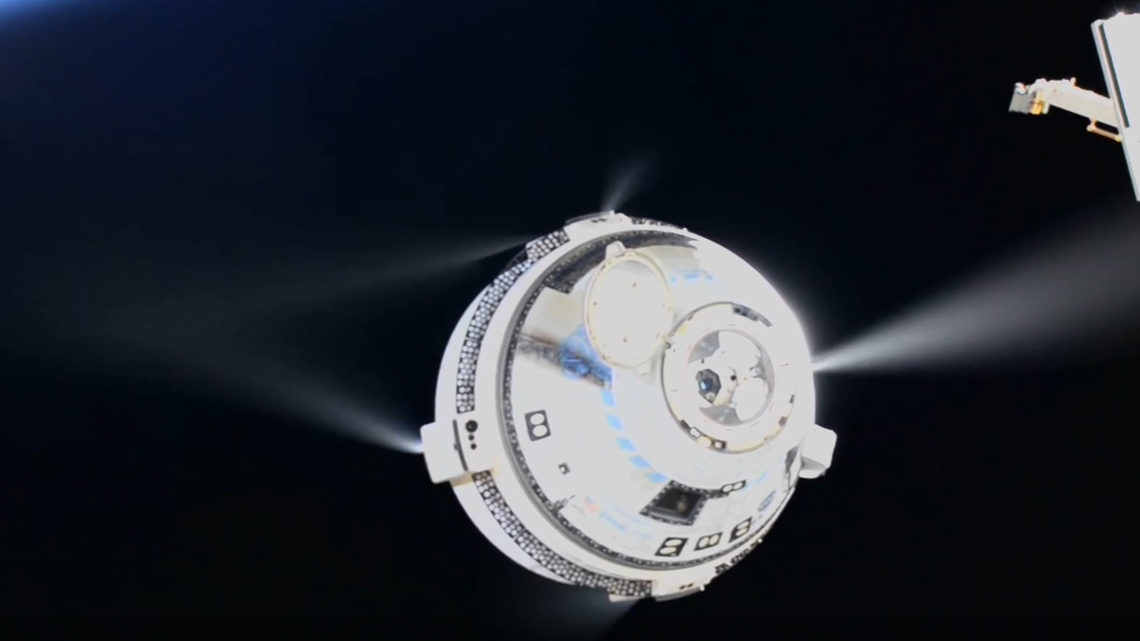
Starliner odlatujący bezałogowo od pokładu Międzynarodowej Stacji Kosmicznej

Pierwotny plan NASA zakładał, że Starliner odłączy się od Międzynarodowej Stacji Kosmicznej i powróci na Ziemię 14 czerwca, kończąc ośmiodniową misję. Data lądowania była kilkakrotnie przesuwana, aby umożliwić inżynierom zrozumienie, co spowodowało awarię systemu sterowania reakcyjnego i zbadaniu co jest przyczyną wycieków helu.
28 czerwca NASA ogłosiła, że choć Starliner może teoretycznie wrócić na Ziemię to statek nie powróci, dopóki jego problemy nie zostaną rozwiązane. Boeing skrytykował doniesienia prasowe, które mówiły, że statek Starliner wraz z dwoma astronautami „utknął” w kosmosie, podczas gdy dziennikarze argumentowali, że NASA i Boeing powinni być bardziej transparentni w kwestii misji. Starliner mógł pozostać zadokowany do Międzynarodowej Stacji Kosmicznej przez maksymalnie 45 dni, ponieważ do połowy sierpnia nie były planowane żadne misje, które w swoim planie miałyby odwiedzić stację.
Ostatecznie 24 sierpnia 2024 roku, NASA ogłosiła, że załoga misji Boeing Crew Flight Test powróci w lutym 2025 roku na pokładzie statku Crew Dragon należącego do amerykańskiej firmy SpaceX, będącego jednocześnie częścią misji SpaceX Crew-9. Statek kosmiczny Starliner ma zostać odłączony od stacji bez załogi, przed startem misji SpaceX Crew-9.
Zmodyfikowany plan powrotu statku kosmicznego Starliner bez załogi na pokładzie został dostosowany w sposób, który zmniejsza obciążenie silników systemu kontroli reakcji i jednocześnie przyspiesza proces separacji przez zastosowanie ruchu wstecznego, który wyniesie Starlinera nad stację i pozwoli oddalić się od niej. Gdy Starliner znajdzie się w bezpiecznej odległości od stacji, rozpocznie się jego deorbitacja.
Statek Starliner bezałogowo odłączył się od Międzynarodowej Stacji Kosmicznej w dniu 6 września o godzinie 22:04 UTC. Po bezproblemowym oddaleniu się od stacji, Starliner wykonał manewr deorbitacyjny po osiągnięciu bezpiecznej odległości od stacji.
Podczas ponownego wejścia w atmosferę kapsuła Starliner doświadczyła dwóch problemów technicznych; Wykryto między innymi usterkę systemu nawigacyjnego oraz brak możliwości zapłonu jednego z 12 silników należącego do pokładowego systemu kontroli reakcji, który był używany do zmiany orientacji kapsuły i stabilizacji jej pozycji podczas ponownego wejścia w atmosferę.

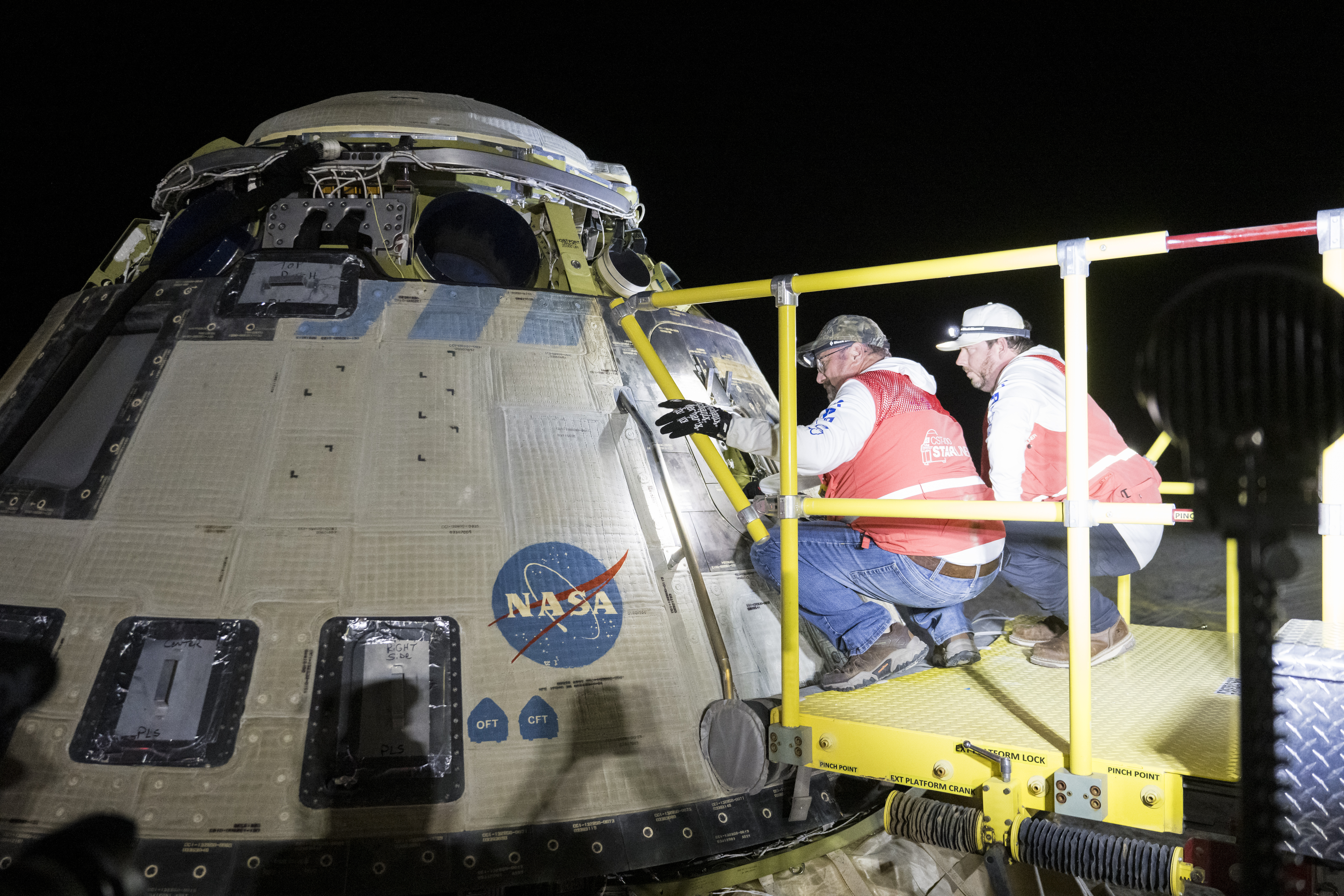
Załoga naziemna sprawdzająca statek Starliner po jego lądowaniu

Starliner ostatecznie wylądował na poligonie White Sands Missile Range w Nowym Meksyku o godzinie 04:01 UTC w dniu 7 września 2024 roku, około osiem godzin po odłączeniu się od Międzynarodowej Stacji Kosmicznej. Po ponownym wejściu w atmosferę uruchomiono trzy spadochrony, spowalniając kapsułę do prędkości około 1,8 m/s. Przed przyziemieniem kapsuły, uruchomiono sześć poduszek powietrznych, aby móc zamortyzować jej lądowanie. Wszystkie potencjalne miejsca lądowania znajdowały się w zachodnich Stanach Zjednoczonych, co umożliwiło odłączenie modułu serwisowego statku Starliner w momencie przelatywania nad Oceanem Spokojnym.